# Joachim Schütz
Joachim Schütz (* 30. Juli 1947 in Höfingen) ist ein deutscher Politiker (Grüne) und ehemaliger Landtagsabgeordneter.

## Leben
Schütz besuchte das Albert-Schweitzer-Gymnasium Leonberg und das Zeppelin-Gymnasium Stuttgart, wo er die fachgebundene Hochschulreife ablegte. Anschließend absolvierte er ein Studium an der Pädagogischen Hochschule Ludwigsburg mit Examen als Grund- und Hauptschullehrer. Daran schloss sich ein Zusatzstudium am Reallehrerinstitut in Karlsruhe mit Examen als Realschullehrer für die Fächer Geschichte und Deutsch an.
Schütz war bis zu seiner Versetzung in den Ruhestand als Lehrer an der Realschule in Korntal-Münchingen tätig. Er war Gründungsmitglied der Grünen. Zudem gründete er den Kreisverband der Grünen im Landkreis Böblingen, dem er zwei Jahre lang vorstand. Bei der Landtagswahl in Baden-Württemberg 1984 zog er über ein Zweitmandat im Landtagswahlkreis Leonberg in den Landtag von Baden-Württemberg ein. Er gehörte dem Landtag bis zum Ende der Legislaturperiode 1988 an. Von 1989 bis 1999 war er zudem Mitglied des Ortschaftsrats des Leonberger Stadtteils Höfingen.
Schütz ist evangelisch, verheiratet und Vater zweier Kinder. Er lebt in Höfingen.

## Einzelnachweis
1. ↑   (PDF-Datei) auf gruene-leo.de

| Personendaten    | Personendaten               |
| ---------------- | --------------------------- |
| NAME             | Schütz, Joachim             |
| KURZBESCHREIBUNG | deutscher Politiker (Grüne) |
| GEBURTSDATUM     | 30. Juli 1947               |
| GEBURTSORT       | Höfingen                    |